# 久米晃
久米 晃（くめ あきら、1954年〈昭和29年〉1月14日 - ）は、日本の選挙・政治アドバイザー、元自由民主党党本部事務局長。自民党職員として30年以上選挙に携わり、永田町では「選挙の神様」と呼ばれる。

## 来歴
愛知県生まれ。大学在学中の1973年、に本山政雄が初当選した名古屋市長選挙において自民党陣営の手伝いをしたことが、初めての選挙との関わりとなった。その後、大学の夏季休暇に岩倉市での自民党選挙を手伝うなかで、同市を含む愛知県第10区を基盤としていた江﨑真澄の秘書と知り合い、江崎の地元で行われる地方選挙を手伝うようになった。大学を中退して上京し、業界紙記者を経て、1980年に公募から自民党本部事務局職員となる。
2002年からは選対事務部長を務めたほか、2011年以降は党事務局長も兼務し党の実務全般を取り仕切る。2016年に選対事務部長を退任。2017年に役職定年によりり首席審議役に就任。2019年1月14日、65歳で自民党を定年退職し、非常勤の党特別参与に就任。その後は選挙・政治アドバイザーとして活動。

## 主張
- 野党のあり方について、「提案型とよく言われますが、提案したって実現しないんだから追及型にならざるを得ない。野党は与党の失点で伸びるしかないわけだから、自民党が訴えた政策が実現できなかった時の矛盾点などをしっかり指摘することが大事です」と指摘している[2]。
- 日本にはそもそも政党なんてないと述べている。ヨーロッパの政党はどこもイデオロギーを持っているが、日本では息の合った人や地域の代表者が集まって「政党」と言っているに過ぎないというのが久米の考えであるためである。小選挙区制も見直すべきだが、現状では見直しは不可能に近いとも述べている[5]。
- 政党とは同じ政治的主義・主張や宗教感をもつ者によって組織され、その実現のために綱領や党則にもとづいて活動する集団であるとしている。そのため、参政党や、れいわ新選組は一過性の私党であり、本来の政党の要件を満たしてないと述べている。日本維新の会も党創設者の橋下徹の発言に右往左往しており、私党になりつつあるとしている[6]。
- 石破内閣については、2024年の衆院選で裏金問題により非公認とした候補にも2000万円を交付していた問題は明らかに執行部の人為的ミスと指摘。2025年参院選での議席減と合わせて、総裁選を前倒しして信を問うべきと主張した[6]。